# Nanotubi a rosetta

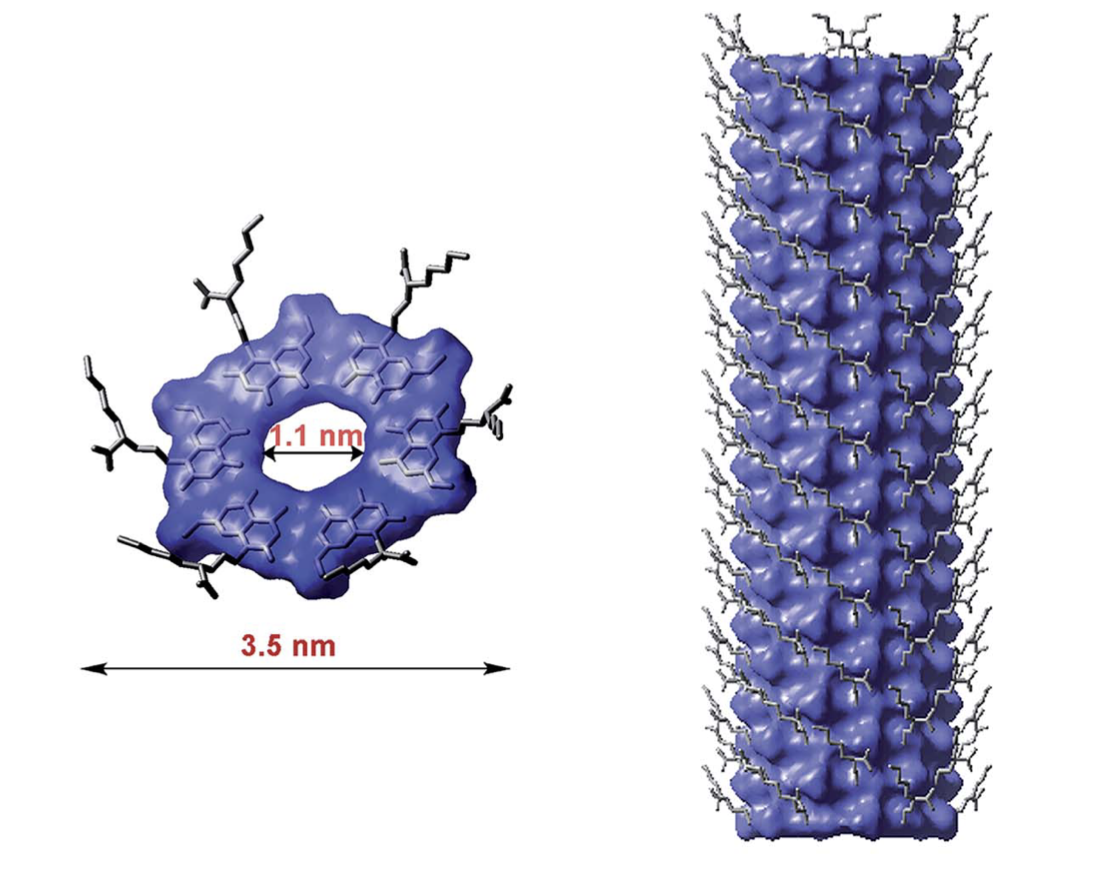
Supermolecola ciclica e nanotubi a rosetta

I nanotubi a rosetta sono delle strutture cilindriche auto assemblanti cave dal diametro nanometrico e di lunghezza che può arrivare anche alle centinaia di micron. Il nome deriva dalla caratteristica forma a rosetta posseduta dalle unità cicliche che compongono il singolo nanotubo. 
Le particolari dimensioni nano e la possibilità di ingegnerizzare la struttura secondo diversi parametri rende il sistema molto versatile e una risorsa importante nell’ambito dell’ingegneria tissutale.

## Sintesi
Alla base della struttura vi è l’accoppiamento tra le basi azotate guanina (purinica) e citosina (pirimidinica), che viene tipicamente indicato con il simbolo G∧C. Il legame prevede, secondo la teoria di Watson e Crick, di sfruttare l’arrangiamento donatore-donatore-accettore (DDA) della guanina e quello accettore-accettore-donatore (AAD) della citosina; in tal modo si formano tra le basi tre legami idrogeno.

Accoppiamento Guanina-Citosina

A causa di vari fattori, tra cui l’asimmetria dei legami idrogeno, il carattere idrofobico e la disposizione spaziale, il sistema subisce un processo di auto-assemblaggio che porta alla formazione di macromolecole cicliche composte da sei accoppiamenti G∧C tenuti insieme da 18 legami idrogeno. Le strutture a forma di rosa, essendo altamente idrofobiche, subiscono un’ulteriore aggregazione per cui numerose di queste unità si uniscono dando origine a nanotubi cavi. I nanotubi a rosetta (RNTs – Rosette nanotubes) mostrano un comportamento idrofobico per quanto riguarda la cavità interna, mentre la superficie esterna è idrofilica.
Morfologicamente, presentano un diametro esterno di 3-4 nm ma si possono estendere in lunghezza anche per centinaia di micrometri.  Le dimensioni della cavità interna sono correlate alla distanza tra i legami idrogeno e l’accoppiamento G∧C e comunque si aggira attorno all’1 nm; quelle esterne invece dipendono dalla natura dei gruppi funzionali legati alla superficie.
La caratteristica di poter essere ingegnerizzate variando lunghezza, diametro interno ed esterno e la chimica superficiale attraverso la sua funzionalizzazione rende i RNTs molto versatili per innumerevoli applicazioni, soprattutto per quanto riguarda l’ingegneria tissutale e, in particolare, come elemento nanostruttrato all'interno di scaffold.

## Funzionalizzazione

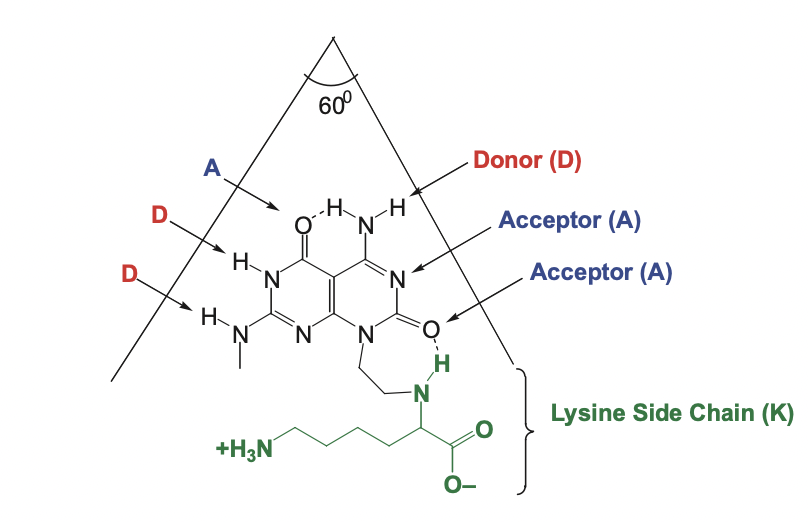
Lysine functionalization

Una delle caratteristiche chiave dei nanotubi a rosetta è rappresentata dalla possibilità di funzionalizzarne la superficie, modificandone le proprietà fisiche e biochimiche. 
La funzionalizzazione può essere effettuata sia a livello di super molecola ciclica formata da sei accoppiamenti G∧C, sia a livello di nanotubo assemblato.
Ad esempio, è possibile sostituire la catena amminoacidica laterale con l’RGD (arginina-glicina-acido aspartico), una sequenza peptidica dalla riconosciuta proprietà di favorire l’adesione, la proliferazione cellulare e la citocompatibilità. Molto utilizzata è anche la funzionalizzazione con la lisina, un amminoacido fondamentale per la formazione di collagene. 
Dai gruppi funzionali dipende inoltre la stabilità della struttura, che varia in base alla densità delle catene laterali, e quindi all’ingombro sterico da esse creato, e alla carica che apportano alla superficie. Per questo motivo, diversi tipi di funzionalizzazione possono portare anche una variazione in termini di diametro, lunghezza e di carattere più o meno idrofilico dei nanotubi.

## Applicazioni in ingegneria tissutale
La moderna ingegneria tissutale ha come obbiettivo non solo la creazione di scaffold meccanicamente simili all’ambiente di innesto e che non provochino reazioni avverse da parte dell’organismo, ma sistemi che siano anche attivi dal punto di vista della rigenerazione. Ottimi risultati in questo senso derivano dalla intrinseca biomimeticità della struttura nanometrica dei nanotubi, congiunta alla straordinaria organizzazione del sistema e all’elevata presenza di peptidi. Infatti, i RNTs mimano la naturale struttura di molti dei componenti presenti nei tessuti naturali, mentre la funzionalizzazione da parte di aminoacidi e peptidi crea sulla superficie degli impianti un ambiente favorevole all’adesione e alla proliferazione cellulare. In particolare, i gruppi funzionali si legano alla superficie dei nanotubi, modificandone la chimica in modo da renderli degli eccellenti templates per la rigenerazione di svariati tessuti.
Rigenerazione ossea e ortopetica
Le applicazioni di maggior evidenza sperimentale si riscontrano nell’ambito della rigenerazione del tessuto osseo e cartilagineo, in cui la particolare struttura dei nanotubi a rosetta è risultata efficace nel risolvere i problemi legati alla bassa biocompatibilità degli impianti, alla ridotta stabilità, al basso tasso di osteointegrazione e alla lenta ricostruzione tissutale. Tutte queste criticità derivavano infatti dalle scarse interazioni che si instauravano tra impianto e osso in assenza di una struttura nanometrica che fungesse da collegamento tra i due. Infatti, se depositati sulla superficie di protesi, i RNTs grazie alla somiglianza con il collagene, garantiranno una migliore integrazione tra impianto e tessuto.
È stato dimostrato che scaffold composti da RNTs immersi in una matrice di idrogel presentano un miglioramento nella crescita di cellule staminali mesenchimatiche (MSC) e della loro differenziazione in condrociti. 
Inoltre, dato che a 60 °C queste strutture subiscono una transizione di fase da liquido a gel viscoso che può avvenire anche in particolari situazioni all’interno del corpo umano, è considerata possibile un’applicazione per la cura di fratture ossee. Anche in questo caso, tuttavia, è necessario aumentare la resistenza meccanica dei nanotubi abbinandoli a degli idrogel. 
Uno dei maggiori problemi che si possono verificare quando si impianta uno stent cardiovascolare è la mancanza di interazione tra la superficie dell’impianto e le cellule endoteliali delle pareti della cavità. Ciò può portare a processi infiammatori ed infezioni e, inoltre, se lo stent non aderisce a sufficienza alle pareti, anche ad un suo spostamento. Studi in vitro hanno evidenziato che l’utilizzo di coatings di RNTs funzionalizzati con lisina (RNT-K) porta ad un considerevole aumento della concentrazione di cellule endoteliali su una superficie in titanio.